# Carlos de Sigüenza y Góngora
Carlos de Sigüenza y Góngora   (Ciutat de Mèxic, 14 d'agost de 1645 - Ciutat de Mèxic, 22 d'agost de 1700) va ser un polígraf del Virregnat de Nova Espanya, en el segle XVII; matemàtic, astrònom, historiador, novel·lista.

## Vida
Fill d'un madrileny, professor i preceptor de la casa reial, i una sevillana, neboda del poeta Góngora, emigrats a Nova Espanya, va estudiar de nen al col·legi dels jesuïtes de Ciutat de Mèxic. El 1660 va ingressar a l'orde i va començar els seus estudis al col·legi de Tepotzotlán, on va fer els seus primers vots el 1662.
Per raons no gaire clares, va abandonar o va ser expulsat de l'orde el 1667 quan estava al col·legi de Puebla, i va continuar els seus estudis de teologia i matemàtiques a la universitat a Ciutat de Mèxic, sent clergue secular.
El 1672 guanya per oposició la càtedra de matemàtiques de la Reial i Pontifícia Universitat de Mèxic (actual UNAM). Aquest càrrec, que va mantenir fins a la seva jubilació el 1698, el va compaginar amb els de capellà de l'Hospital del Amor de Dios, d'almoiner de l'arquebisbe Francisco Aguiar i Seijas, d'examinador d'artillers, de comptable de la universitat i d'altres, amb la finalitat d'arrodonir els seus ingressos.
També va ser nomenat cosmògraf reial pel rei Carles II de Castella i va mantenir amistat amb nombroses personalitats mexicanes de l'època, com a Sor Juana Inés de la Cruz, qui li va dedicar un poema, i l'almirall Andrés de Pez.
Poc abans de morir, es va reincorporar a l'orde jesuïta i morí el 1700 al col·legi màxim de Sant Pere i Sant Pau de ciutat de Mèxic.

## Obra
Potser la seva obra més coneguda sigui la novel·la Infortunios de Alonso Ramírez (1690), que alguns autors consideren la primera novel·la americana. En ella narra les peripècies d'un porto-riqueny que és capturat per pirates anglesos a les Filipines fins que arriba a la cort virreinal de Nova Espanya.
També són de força interès les seves cròniques de les rebel·lions indies: Mercurio volante (1691) i Alboroto y motín de México del 8 de junio de 1692. En elles mostra de forma prou objectiva i sense crítiques de primitivisme, les dificultats i l'heterogeneïtat de les cultures colonials.
En aquestes obres combina les temes de governança, història i ciutadania per a crear un discurs netament crioll i patriòtic de la Nova Espanya, com es pot veure clarament en la seva obra històrica Parayso Occidental (1682).

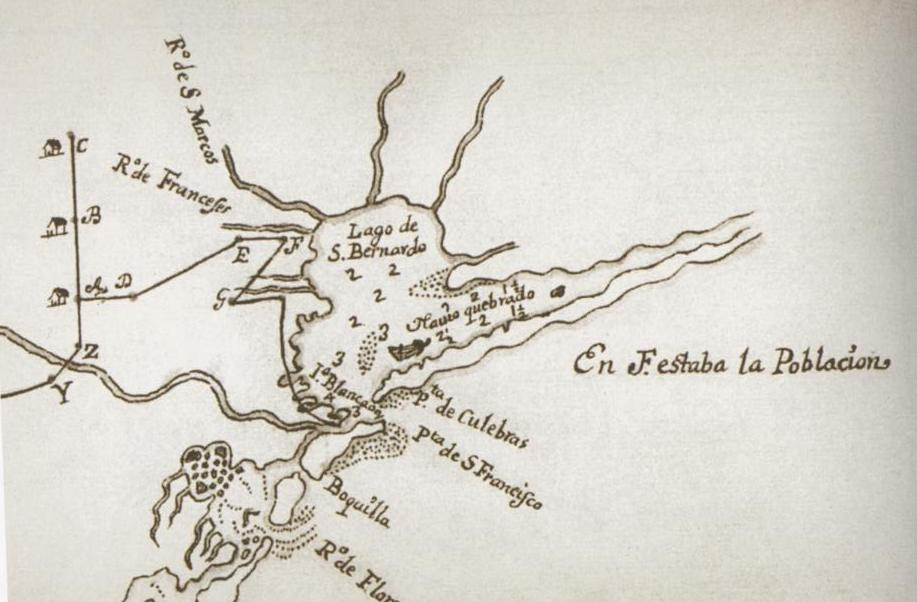
Planell del llac de San Bernardo, avui Matagorda Bay (Texas), 1689.

Però el que sens dubte és més important és la seva obra científica, en la que es mostra com un dels primers i més notables representants del trànsit de Hispano-Amèrica vers la modernitat. Les seves primeres obres van ser astronòmiques, en les que pretenia combatre les supersticions i els temors que provocaven els fenòmens naturals, com el pas d'un cometa (el cometa de Halley va creuar els cels el 1682). Manifiesto filosófico contra los cometas (1681), El Belerofonte matemático (avui perdut) i Libra astronómica y philosóphica (escrita el 1681 però no publicada fins al 1690) van en aquesta línia. En aquest darrer, Sigüenza demostra el seu coneixement dels científics europeus més contemporanis, com Descartes, Galileo Galilei o Kepler, utilitzant exclusivament les vies de la raó i l'experiència.
També va ser el primer a aixecar plànols de Mèxic (1691) i del Virregnat de Nova Espanya.